# Stamboom Catharina van Nassau
| Stamboom Catharina van Nassau-Dietz (1543-1624)                                    | Stamboom Catharina van Nassau-Dietz (1543-1624)                                        | Stamboom Catharina van Nassau-Dietz (1543-1624)                                        |
| ---------------------------------------------------------------------------------- | -------------------------------------------------------------------------------------- | -------------------------------------------------------------------------------------- |
| Grootouders                                                                        | Johan V van Nassau-Dietz (1455-1516) x 1482 Elisabeth van Hessen (1466-1523)           | Botho van Stolberg x Anna van Eppstein-Königstein                                      |
| Ouders                                                                             | Willem van Nassau-Dietz (1487-1559) Willem de Rijke x Juliana van Stolberg (1506-1580) | Willem van Nassau-Dietz (1487-1559) Willem de Rijke x Juliana van Stolberg (1506-1580) |
| Catharina van Nassau-Dietz (1543-1624) x 1560 Günther XLI van Schwarzburg-Arnstadt |                                                                                        |                                                                                        |
| Kinderen                                                                           | ?                                                                                      | ?                                                                                      |
| Kleinkinderen                                                                      | ?                                                                                      | ?                                                                                      |